# Вуйович, Предраг
Предраг Вуйович (черног. Предраг Вујовић/Predrag Vujović; род. 20 августа, 1983 года; Бар, Югославия) — черногорский и сербский футболист, полузащитник.

## Карьера
Предраг Вуйович начал свою профессиональную карьеру в 2011 году в составе «Напредака». В составе своего первого клуба, Вуйович выступал до конца 2004 года и за это время сыграл в 64 матчах и забил 8 голов. В 2005 году, перебрался в польский клуб «Висла» из Плоцка. В составе «Вислы» Вуйович сыграл один сезон в 22 матчах и забив 5 голов.
В 2006 году переехал в Сербию и пополнил ряды «Войводины». В последующие четыре года, он выступал за такие клубы как: «Борац», «Напредак» и «Нови Пазар». В 2011 году, Предраг Вуйович подписал контракт с узбекским клубом «Шуртан», который в том сезоне впервые участвовал в Кубке АФК. В составе «Шуртана» он выступал один сезон и за это время сыграл в 23 матчах и забил 3 гола.
В 2012 году, он перешёл в венгерский клуб «Кечкемет». Позднее расторгнув контракт с венгерским клубом, вернулся в Сербию и пополнил ряды «Металаца». В составе этого клуба, он сыграл десять матчей. В 2014 году он снова вернулся в Узбекистан и подписал контракт с клубом «Бухара». В составе «бухарцев», Вуйович выступил один сезон и сыграл в 23 матчах и забил 3 гола. В начале 2015 года, он подписал контракт с ещё одним узбекским клубом «Андижан» из одноимённого города.